# HabiProt (удружење)
Удружење за одрживи развој и очување природних станишта Србије „Хабипрот“ основано је 2005. године са седиштем у Београду, а 2019. године премешта седиште у Нови Сад. Удружење окупља љубитеље природе, како аматере који су вољни и одлучни да раде на општу корист и очувању природне лепоте Србије, тако и стручњаке који су свој рад посветили проучавању биодиверзитета и заштити врста, станишта и целокупнх екосистема.

## Циљеви
Неки од основних циљева јесу:
- залагање за заштиту и одрживо коришћење биодиверзитета Србије и Балканског полуострва
- евидентирање врста и станишта на простору Србије и Балканског полуострва
- формирање базе података и мапирање врста и станишта на простору Србије и Балканског полуострва
- залагање за афирмацију и имплементацију европског и националног законодавства у сфери заштите животне средине
- сарадња са званичним органима власти у спречавању свих видова нелегалне експлоатације биодиверзитета
- уздизање свести грађана Србије, а нарочито омладине, о неопходности заштите природних станишта као средству одрживог развоја друштва

Мисија Да будемо препознати као организација која има довољно знања, искуства и капацитета да делује на пољу очувања биодиверзитета и природних станишта Србије и читавог Балкана.

## Редовне активности
1. Теренске експедиције.
Највећи број чланова су експерти за одређене групе инсеката тако да је већина теренског рада окренута прикупљању и анализи података о распрострањењу инсеката. Такође, чланови HabiProt-а прикупљају податке о орхидејама, водоземцима и гмизавцима на подручју Србије.
2. Израда научно популарних публикација.
Удружење HabiProt велики део свог рада посвећује изради публикација које на веома једноставан начин приказују одређене групе организама и приближавају их јавности на веома атрактиван и занимљив начин. Ове публикације имају за циљ да анимирају грађане и олакшају им прикључивање процесу прикупљања података о биодиверзитету.
Неке од објављених публикација:
- „Дневни лептири Србије“
- „Стрижибубе Србије“
- „Ноћни лептири 1“
- „Дневни лептири Власине“
- „Дневни лептири Старе планине“
- „Ноћни лептири Старе планине“
- „Oдабрана подручја за дневне лептире у Србији“[2]

3. Одржавање и развој база за прикупљање података о биодиверзитету:
- „Алцифрон“ – база за прикупљање података о инсектима Србије
- „Орхидеје“ – база за прикупљање података о орхидејама Србије

На бази свакодневно ради велики број чланова и до сада је прикупљено преко 300.000 података, захваљујући аматерима и стручњацима који редовно уносе податке са терена.
- База за унос података о инсектима
- База за унос података о орхидејама

4. Пројекти
Удружење HabiProt континуирано реализује пројекте са циљем истраживања биодиверзитета и евидентирања присуства и бројности врста. Највећи део пројеката се реализује у сарадњи са управљачима заштићених подручја на територији Србије. Нека од подручја на којима су реализовани различити пројекти јесу:
- Предео изузетних одлика „Власина“
- Предео изузетних одлика „Овчарско-кабларска клисура“
- Споменик природе „Обреновачки Забран“
- Специјални резерват природе „Пештерско поље“
- Специјални резерват природе „Селевењске пустаре“
- Парк природе „Стара планина“

## Чланство и мреже
Удружење сарађује са студентским организацијама НИДСБЕ „Јосиф Панчић“ из Новог Сада и ЕИД „Младен Караман“ из Крагујевца, кроз реализацију теренских експедиција и подучавање студената из области ентомологије. Сарађује и са Агенцијом за заштиту животне средине Републике Србије, сарадња обухвата подршку мониторингу биодиверзитета, ажурирању база података, изради индикатора и извештаја биодиверзитета, итд. Удружење је члан:
1. Конзорцијума организација цивилног друштва за картирање и мониторинг биолошке разноврсности Србије – циљ стандардизовати методологију прикупљања теренских података о биолошкој разноврсности, прикупљени подаци систематизовани и компатибилни са другим глобалним базама и подаци доступни широј јавности.[6]
2. Butterfly Conservation Europe – рад усмерен на заустављање пада бројности дневних и ноћних лептира, као и очување њихових станишта широм Европе.[7]

## Галерија
- Рад на терену
- Рад на терену
- Успон на Велики Стрешер
- Cucullia lactucae
- Metrioptera brachyptera
- Врста из рода Fritillaria
- Mylabris variabilis